# Vukovina
Vukovina är en ort i Kroatien.   Den ligger i länet Zagrebs län, i den centrala delen av landet, 18 km sydost om huvudstaden Zagreb. Vukovina ligger 102 meter över havet och antalet invånare är 975.
Terrängen runt Vukovina är platt. Runt Vukovina är det ganska glesbefolkat, med 48 invånare per kvadratkilometer. Närmaste större samhälle är Zagreb - Centar, 18,0 km nordväst om Vukovina. Trakten runt Vukovina består till största delen av jordbruksmark.